# Mailyn González
Mailyn González Pozo (Santiago di Cuba, 29 dicembre 1980) è una schermitrice cubana.

## Palmarès
In carriera ha conseguito i seguenti risultati:
- Giochi Panamericani:

Rio de Janeiro 2007: oro nella sciabola a squadre ed individuale.